# Wyspa Piasek w Kłodzku

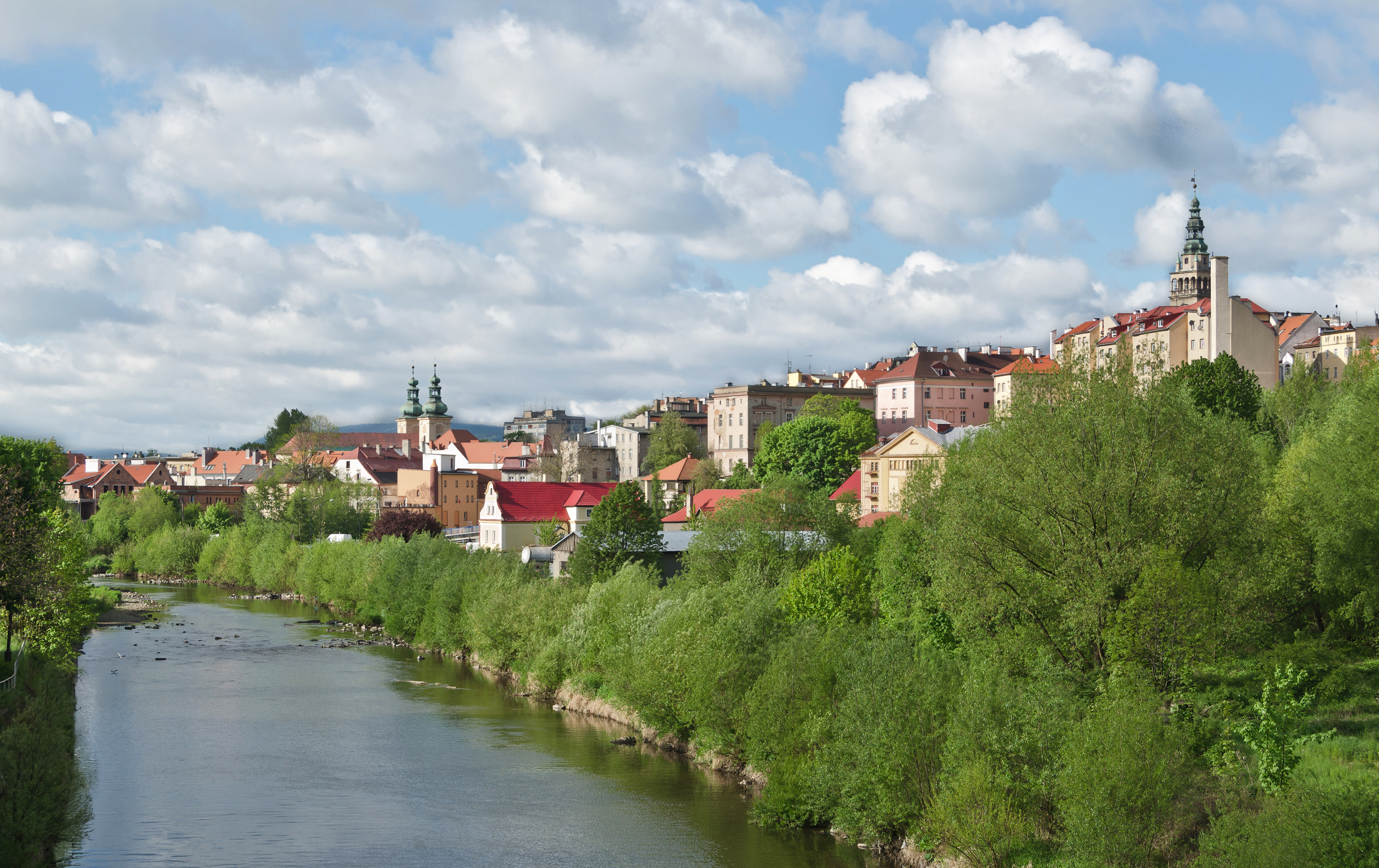
Widok wyspy Piasek od północy

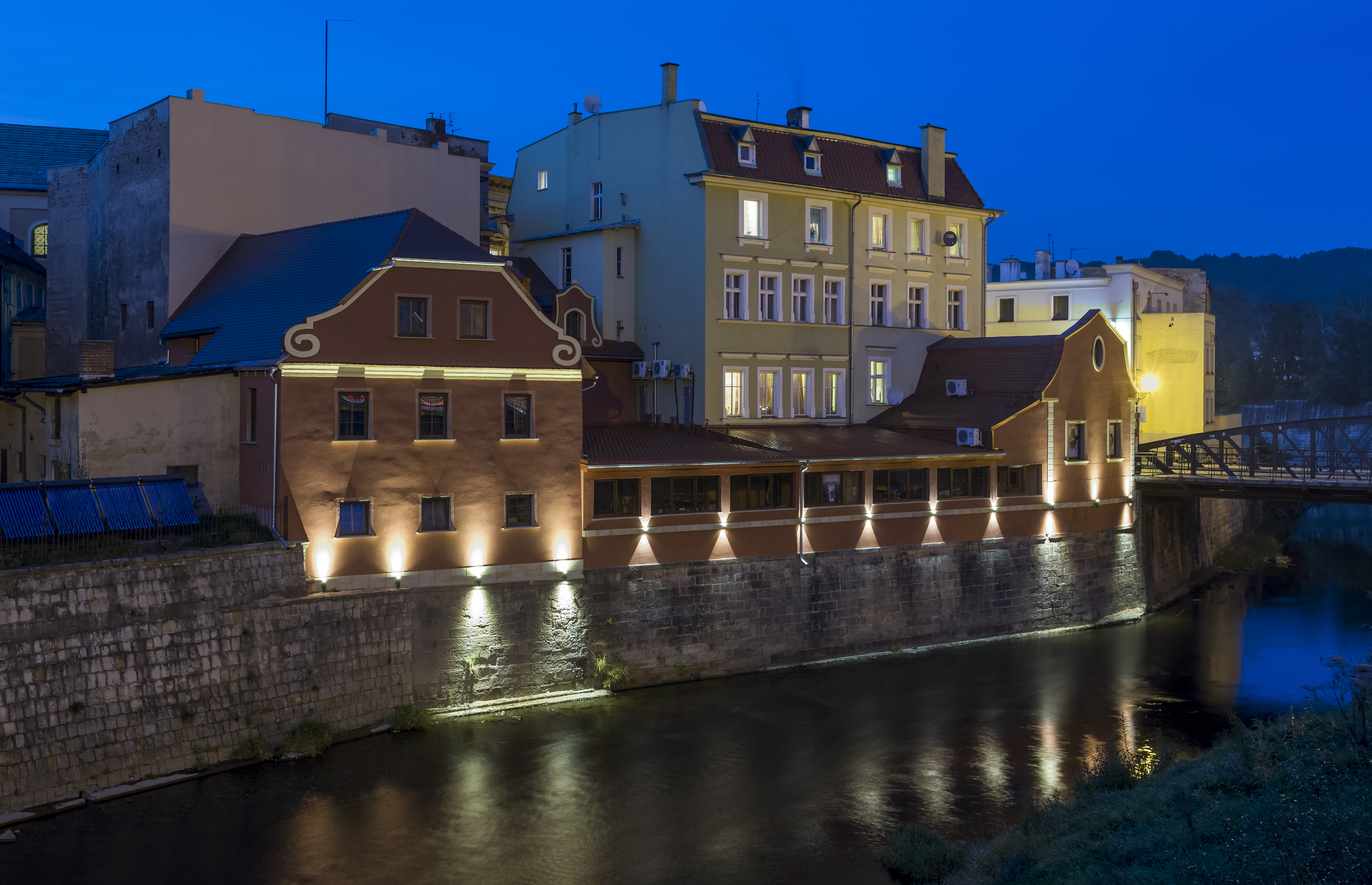
Południowo-wschodni brzeg wyspy Piasek o zmierzchu

Wyspa Piasek w Kłodzku – teren dawnego podgrodzia miasta.

## Opis
Wyspa położona jest w centralnej części miasta pomiędzy korytem Nysy Kłodzkiej a kanałem Młynówka. Z miastem połączona jest dziewięcioma mostami. Jednym z nich jest zabytkowy most gotycki na Młynówce, z około 1280–1390 roku, z barokowymi figurami.
Wyspa Piasek powstała w okresie średniowiecza w wyniku wykonania po zachodniej stronie Nysy Kłodzkiej sztucznego przekopu kierującego część wód z Nysy Kłodzkiej do ówczesnych młynów wodnych.
Wyspa ma nieregularny kształt o wymiarach: szerokość od 70 m, w centralnej części do 250 m, w południowej części, oraz o długości 1200 m. Brzegi są uregulowane i na całej długości umocnione od strony wyspy i od brzegów rzeki kamiennym murem o wysokości od 2 do 4 m. Ze względu na małą powierzchnię wyspy, oraz położenie w śródmiejskiej części miasta, zróżnicowanie poszczególnych elementów środowiska w stosunku do terenu miasta jest niewielkie, różnice wynikają jedynie z lokalnych warunków położenia.
Największą budowlą na wyspie jest kościół Matki Bożej Różańcowej wraz z przylegającym do niego klasztorem Franciszkanów.
Część miasta położona na wyspie bardzo dotkliwie ucierpiała w czasie powodzi tysiąclecia w roku 1997. Obecnie w trakcie prac urbanistycznych, przeprowadzana jest rewitalizacja tej dzielnicy i jej wykorzystanie rekreacyjno-turystyczne.

## Galeria

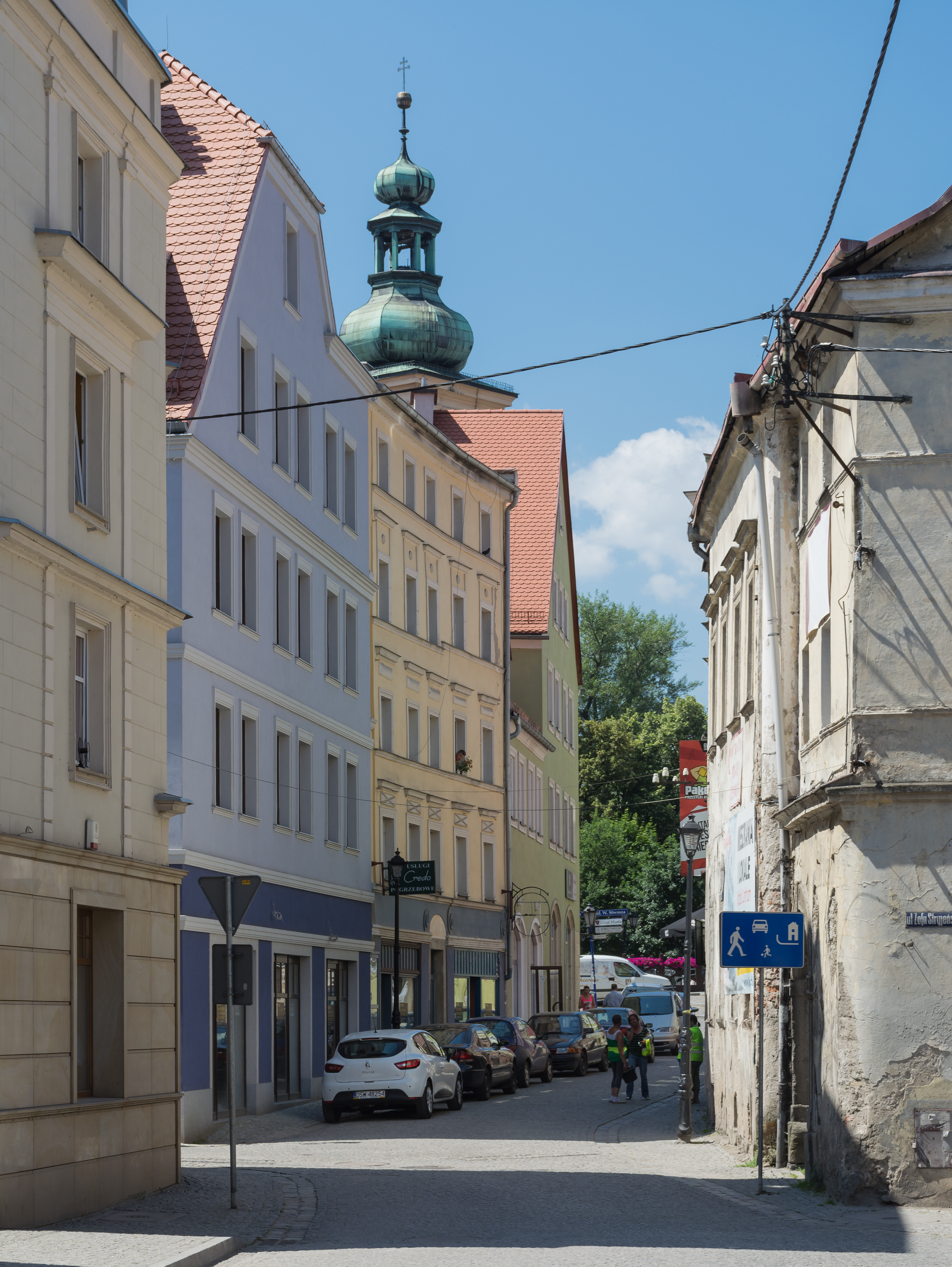
Ulica Matejki
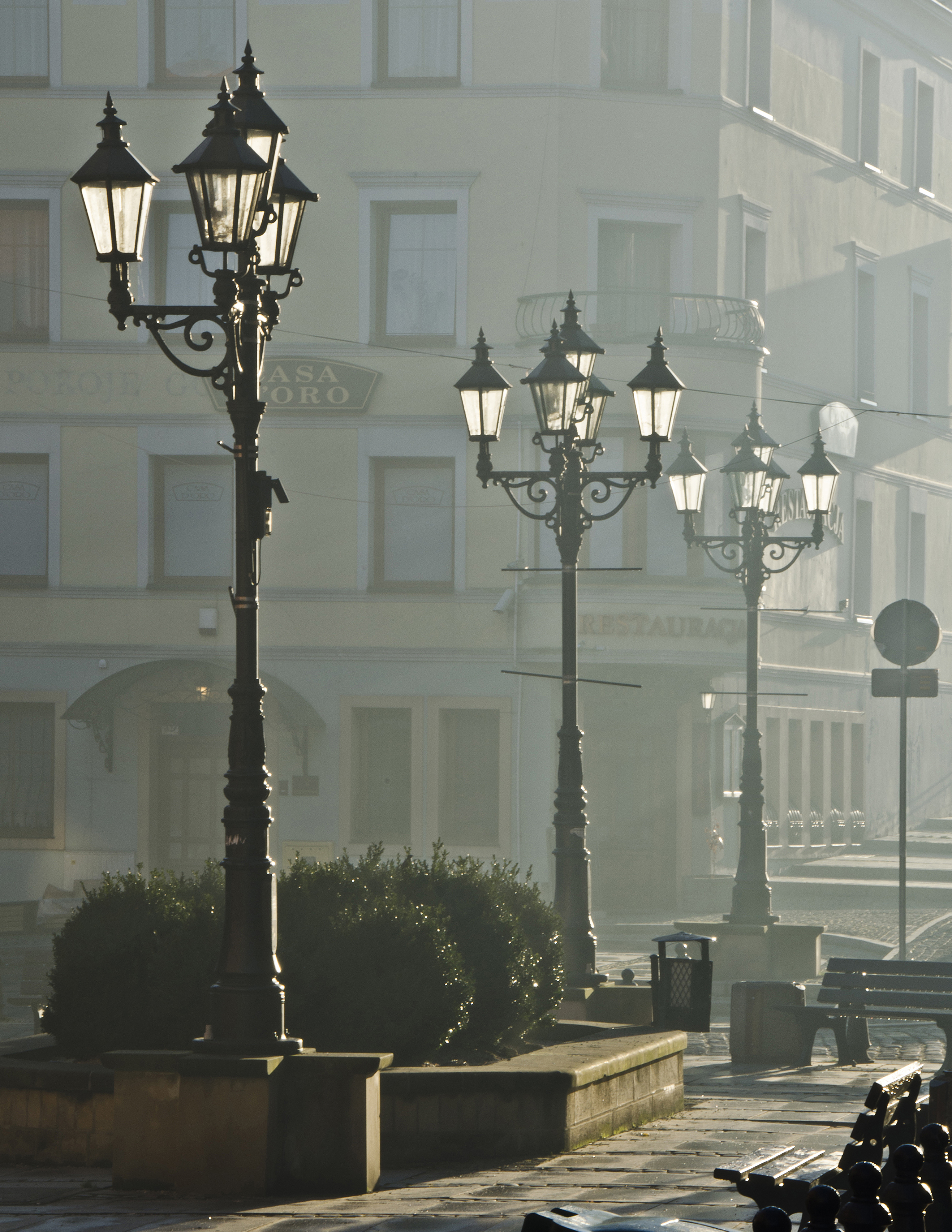
Ulica Grottgera
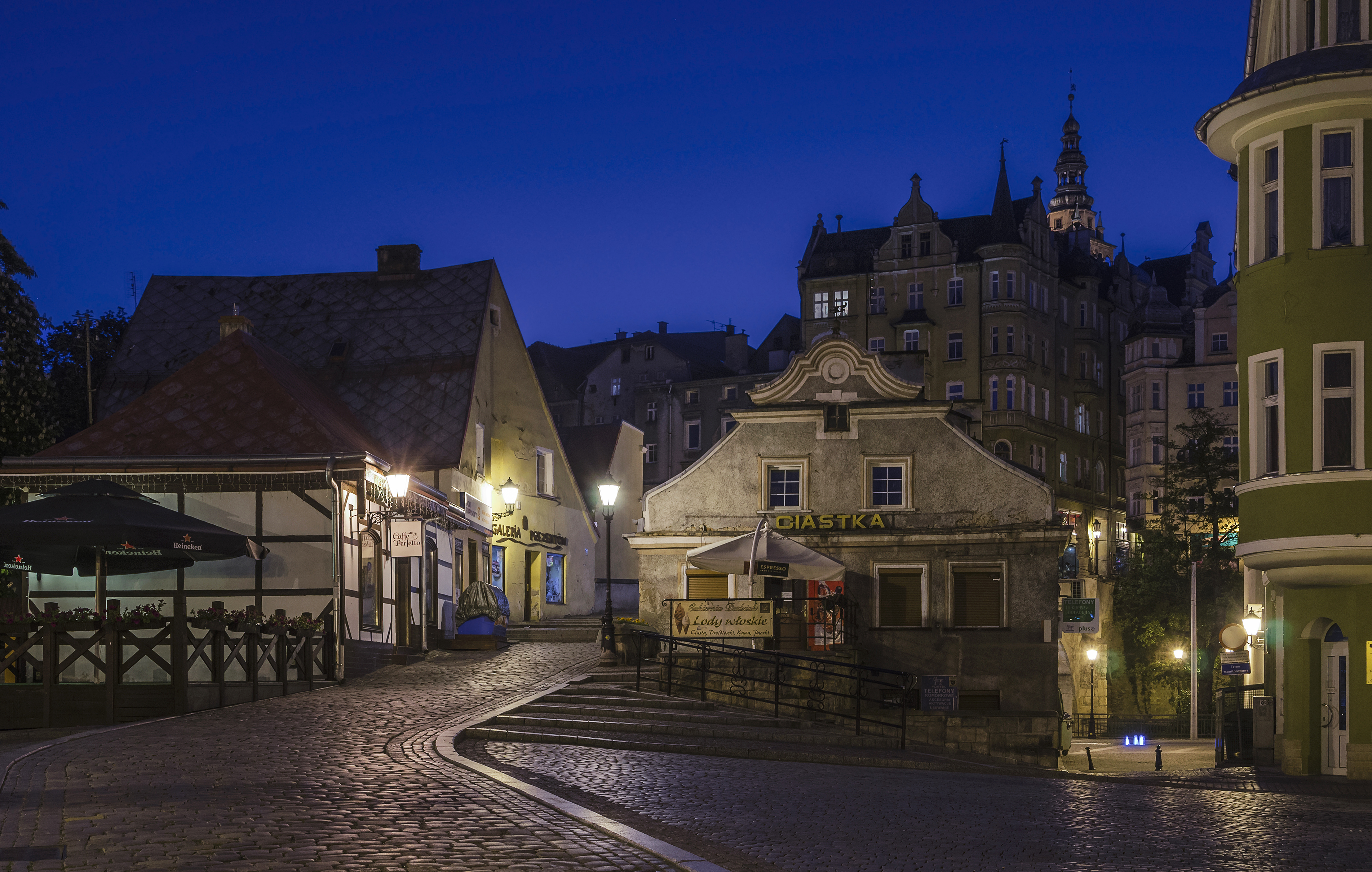
Ulica Grottgera
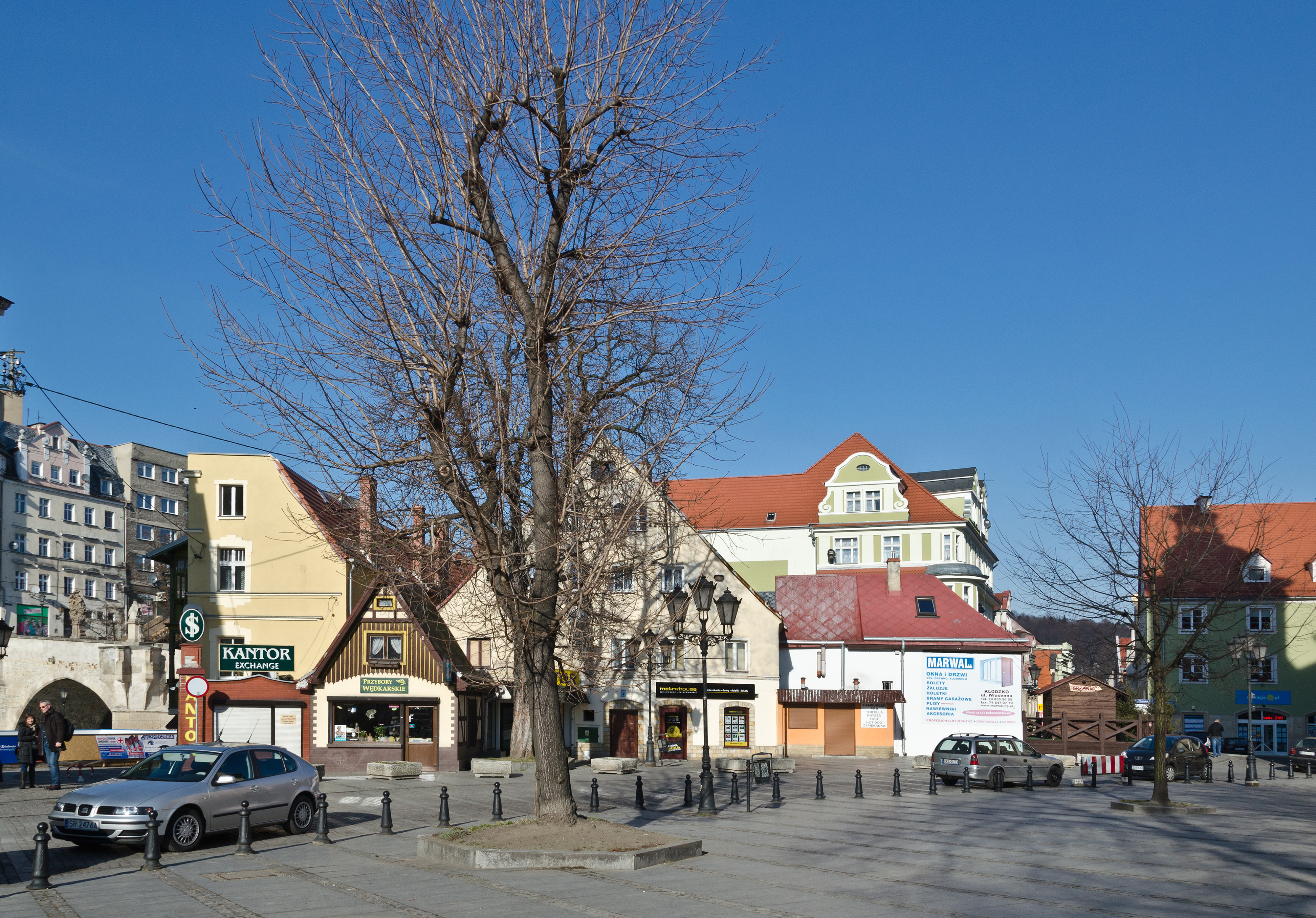
Ulica Daszyńskiego
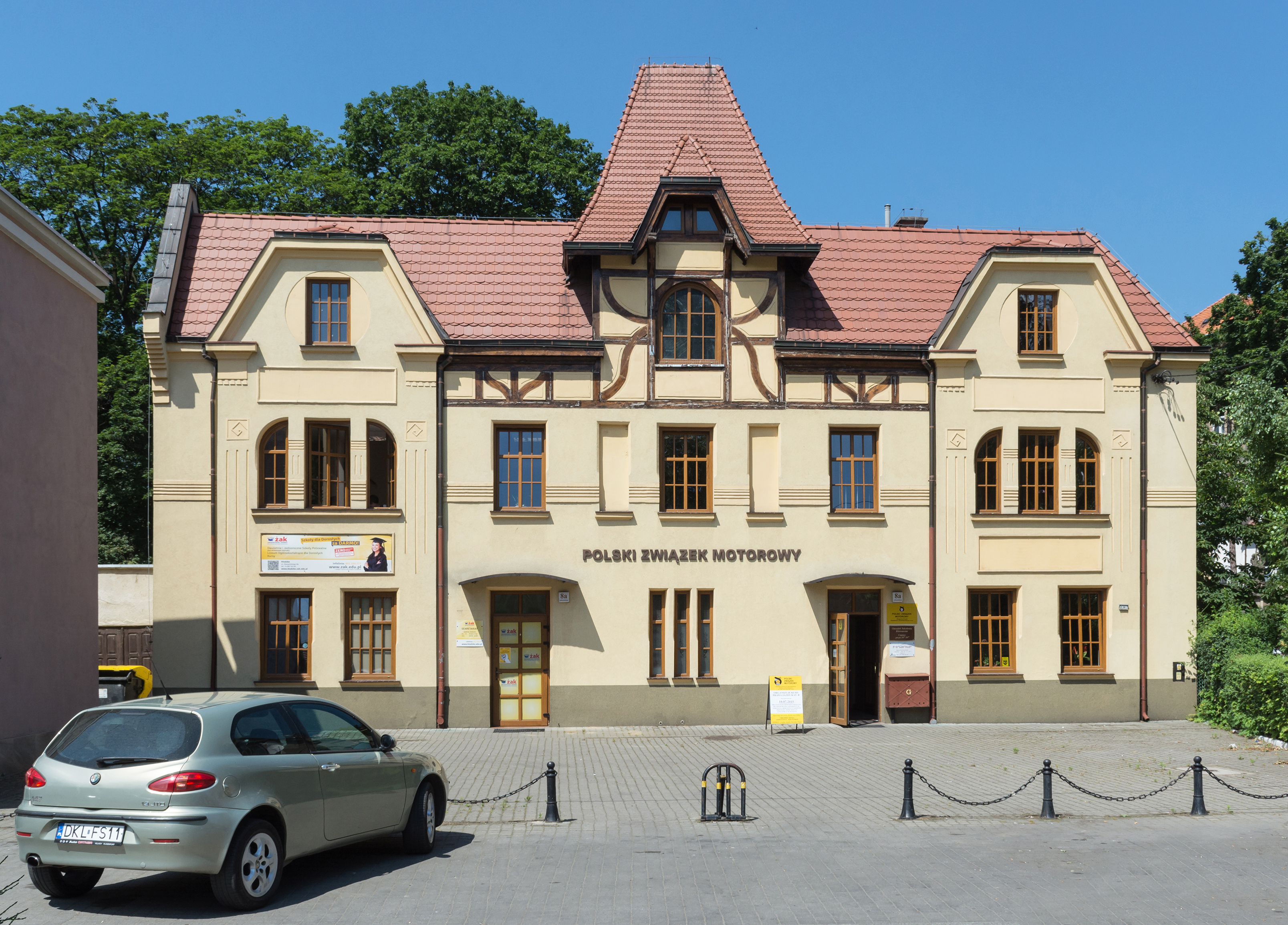
Ulica Daszyńskiego
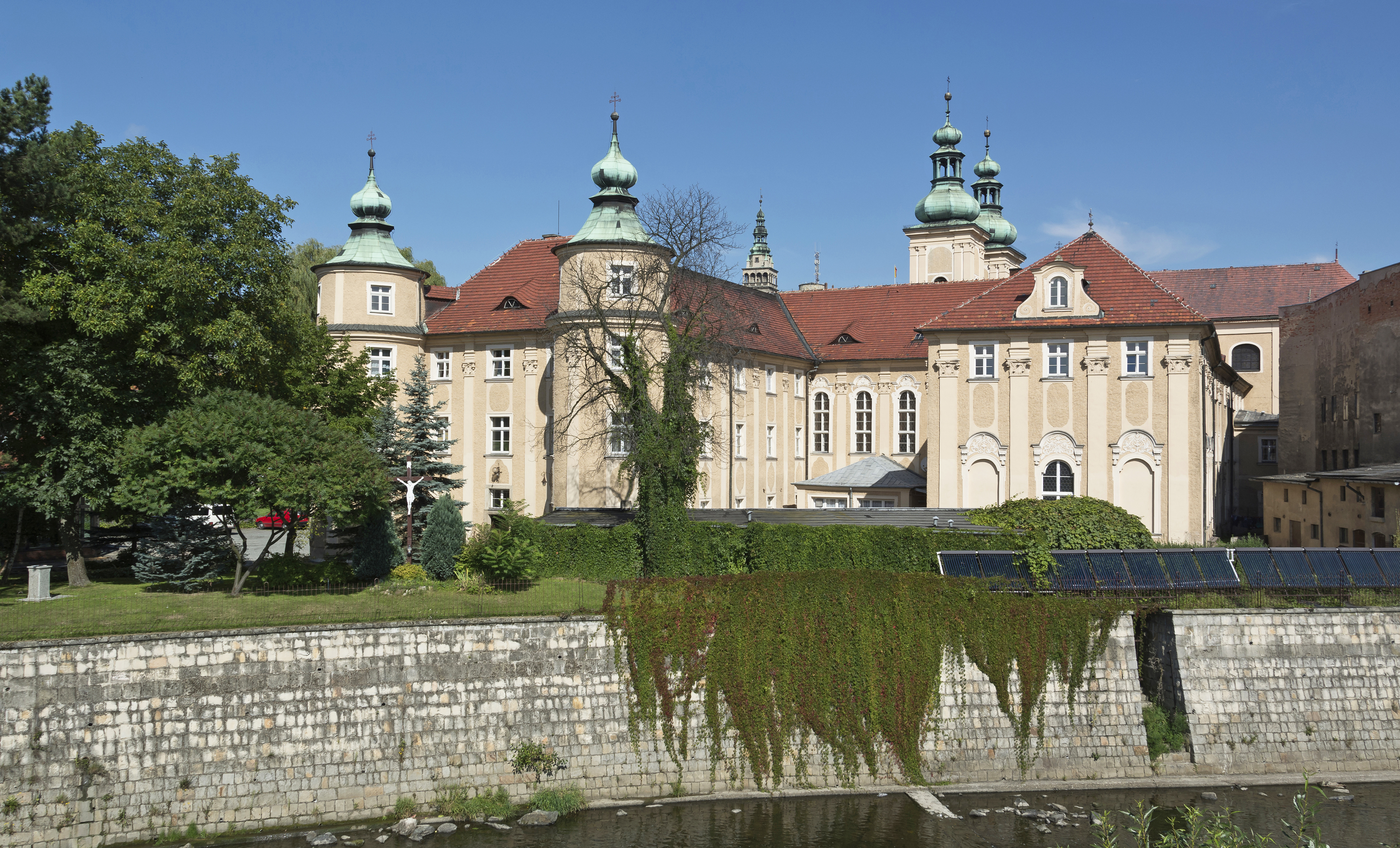
Klasztor Franciszkanów
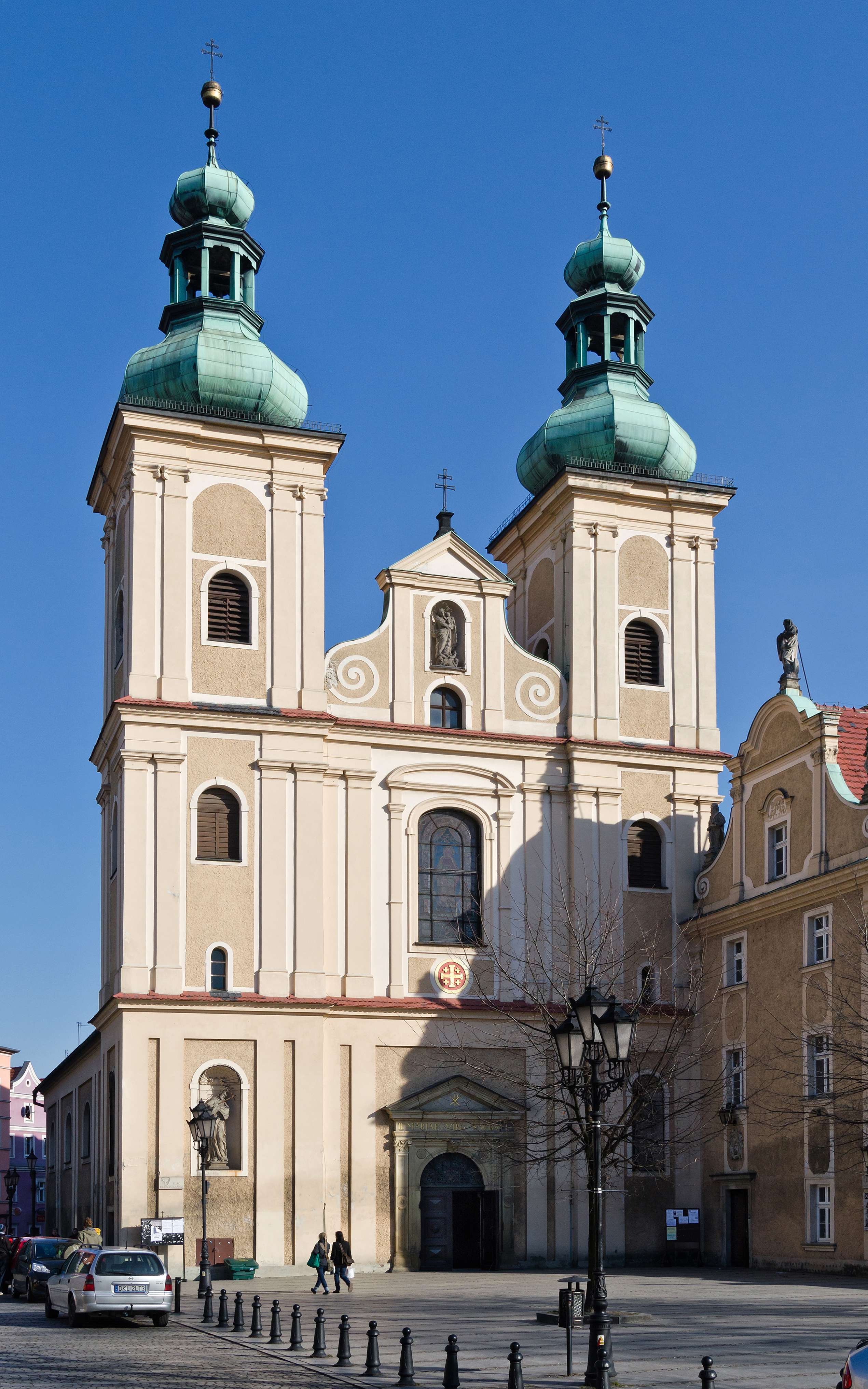
Kościół Matki Bożej Różańcowej
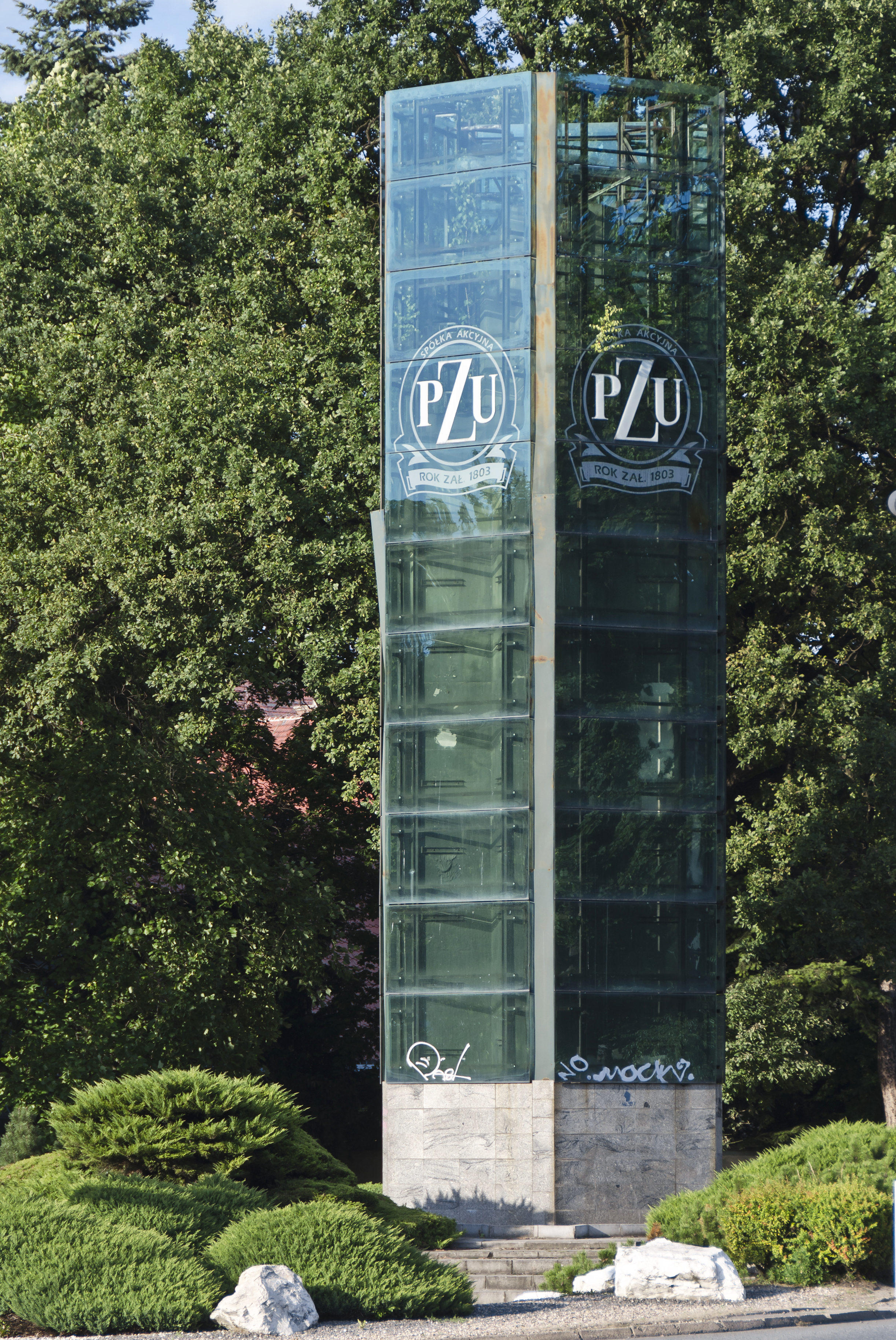
Kolumna PZU przy ulicy Daszyńskiego